# بيتر إيفانز (مدرب رياضي)
بيتر إيفانز (بالإنجليزية: Peter Evans)‏ هو مدرب رياضي نيوزيلندي، ولد في 1961.

## روابط خارجية
- بيتر إيفانز على موقع أوليمبيديا (الإنجليزية)